# ستيفاني غيلدهوف
ستيفاني غيلدهوف (من مواليد 9 مايو 1997) حاملة لقب جمال بلجيكية بعد مشاركتها في مسابقة ملكة جمال بلجيكا 2016 والتي حصلت فيها على مركز الوصيفة الأولى في تلك المسابقة ومثلت بلدها بلجيكا في مسابقة ملكة جمال الكون 2016 في 30 يناير 2017. قررت Lenty Frans ، التي توجت ملكة جمال بلجيكا 2016 ، للتنافس في مسابقة ملكة جمال العالم فقط في ديسمبر 2016 ، حيث تعارضت ملكة جمال الكون مع مسابقة ملكة جمال بلجيكا 2017 التي كانت تجري في يناير 2017.

## حياتها الشخصية
جيلدهوف من آلست ، بلجيكا ، لكنه يعيش حاليًا بالقرب من بروكسل. وهي طالبة في مدرسة Arteveldhoge في غنت، وتخصصت في إدارة الاتصالات والتسويق. وهي تعمل أيضا كعارضة أزياء.

## روابط خارجية
- Miss België, Miss Belgique, Miss Belgien

| الجوائز و الإنجازات | الجوائز و الإنجازات       | الجوائز و الإنجازات |
| ------------------- | ------------------------- | ------------------- |
| سبقه أنيليس توروس   | ملكة جمال كون بلجيكا 2016 | تبعه ليسبيث كلاوس   |